# Torre Menšikov
La Torre Menšikov (in russo Меншикова башня?), conosciuta anche col nome di chiesa dell'Arcangelo Gabriele (in russo Церковь Архангела Гавриила?), è una chiesa di Mosca. Commissionata dal principe Aleksandr Danilovič Menšikov, fu costruita tra il 1704 ed il 1707, sulla base di un progetto degli architetti Ivan Zarudnyj e Domenico Trezzini. Ad eseguire i lavori furono chiamati degli artigiani italo-svizzeri del Ticino e di Friburgo e degli scalpellini di Kostroma e Jaroslavl'. Rappresenta uno dei primi monumenti cittadini in stile barocco petrino. È sita all'interno dell'Anello dei Viali, presso il quartiere Basmannyj, nel distretto centrale della capitale russa.

## Storia e descrizione
La prima volta che fu fatta menzione documentale di un edificio intitolato all'Arcangelo Gabriele è nel 1551. Questa struttura fu ricostruita in pietra nel 1657 ed ingrandita nel 1679. Vent'anni dopo divenne proprietà di Aleksandr Danilovič Menšikov, che inizialmente decise di farla ristrutturare, salvo poi optare nel 1704 per la demolizione e la costruzione di una nuova chiesa, il cui progetto fu affidato all'architetto russo Ivan Zarudnyj. L'italiano Domenico Trezzini, subordinato a Zarudnyj, fu posto a capo di un gruppo di artigiani provenienti dalla Svizzera, ma dopo un anno mezzo partì per San Pietroburgo. La chiesa fu ultimata nel 1707 e con i suoi 81 metri d'altezza eguagliò il celebre campanile di Ivan il Grande. Nel 1708 l'edificio fu coronato di una guglia di 30 metri con al vertice un angelo dorato, divenendo la costruzione più alta della città. Tuttavia, nel 1710 Menšikov fu nominato governatore di San Pietroburgo e dovette lasciare Mosca. Fu così che i lavori di completamento della torre conobbero un rallentamento. Gran parte della pregevole scultura figurativa subì un grave deterioramento nel corso del XVIII secolo.
Nel 1723 la chiesa fu colpita da un fulmine che causò la caduta della guglia e la distruzione di tutta la parte superiore dell'edificio. Il crollo provocò anche danni agli interni della navata. Tra il 1773 ed il 1779 la torre fu restaurata assumendo la fisionomia attuale. Gli archi furono chiusi rendendo impossibile l'installazione di campane. Non avendo forme di riscaldamento adeguate, la chiesa risultava difficilmente utilizzabile in inverno. Per questa ragione, al suo fianco fu costruita nel 1806 una piccola chiesa neoclassica consacrata a Teodoro di Tiro, dotata di campanile e da utilizzare in inverno. Vittima di un saccheggio da parte dei bolscevichi nel 1922, la torre di Menšikov perse la propria iconostasi, sostituita attualmente da quella proveniente dalla chiesa della Trasfigurazione distrutta negli anni sessanta. Fu chiusa al culto per iniziativa del governo sovietico nel 1930.

## Galleria d'immagini

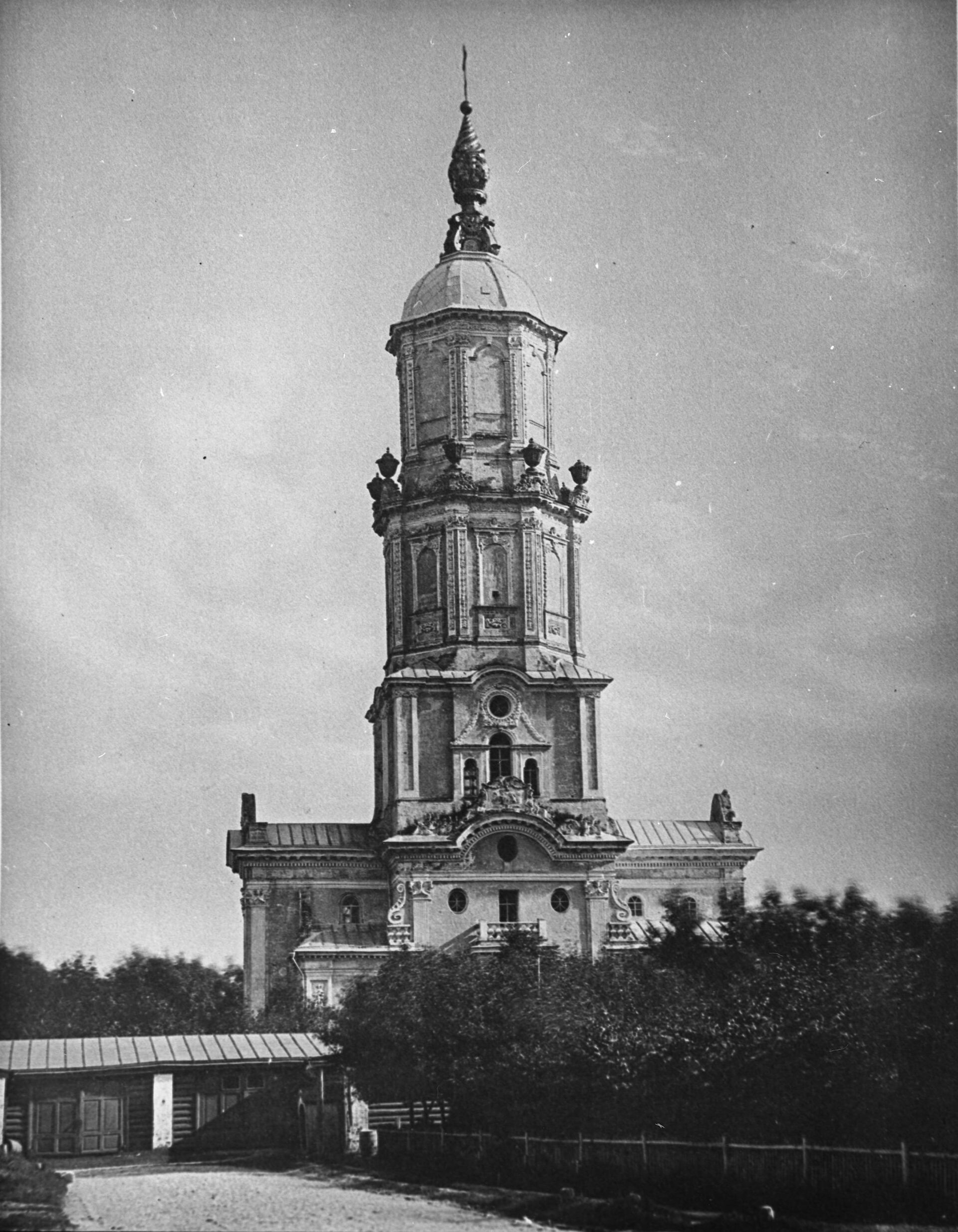
La Torre Menšikov in una foto del 1882

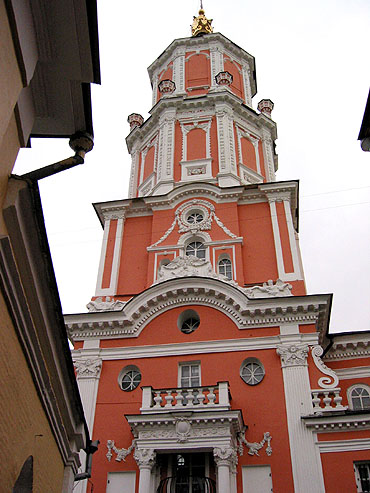
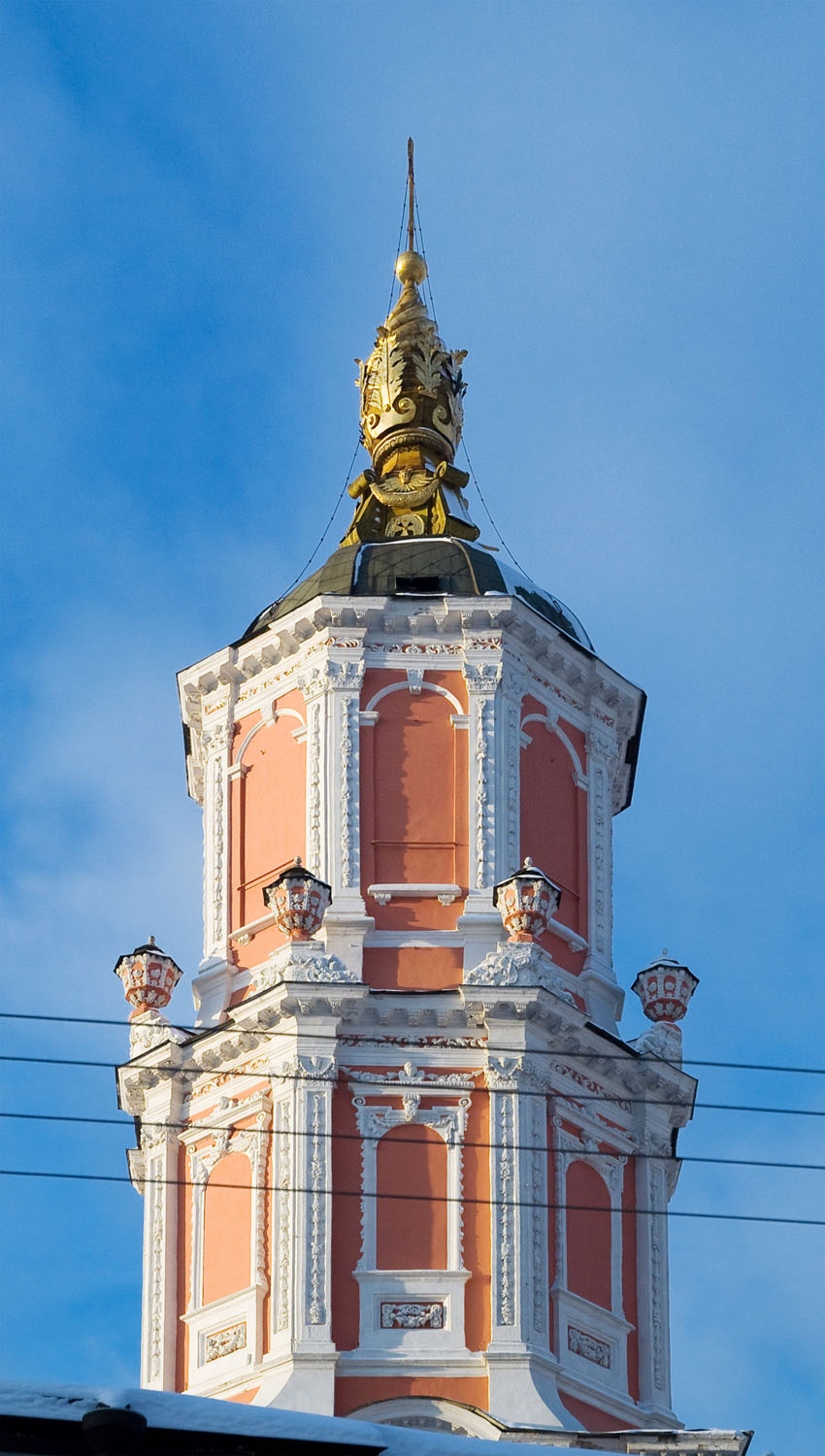
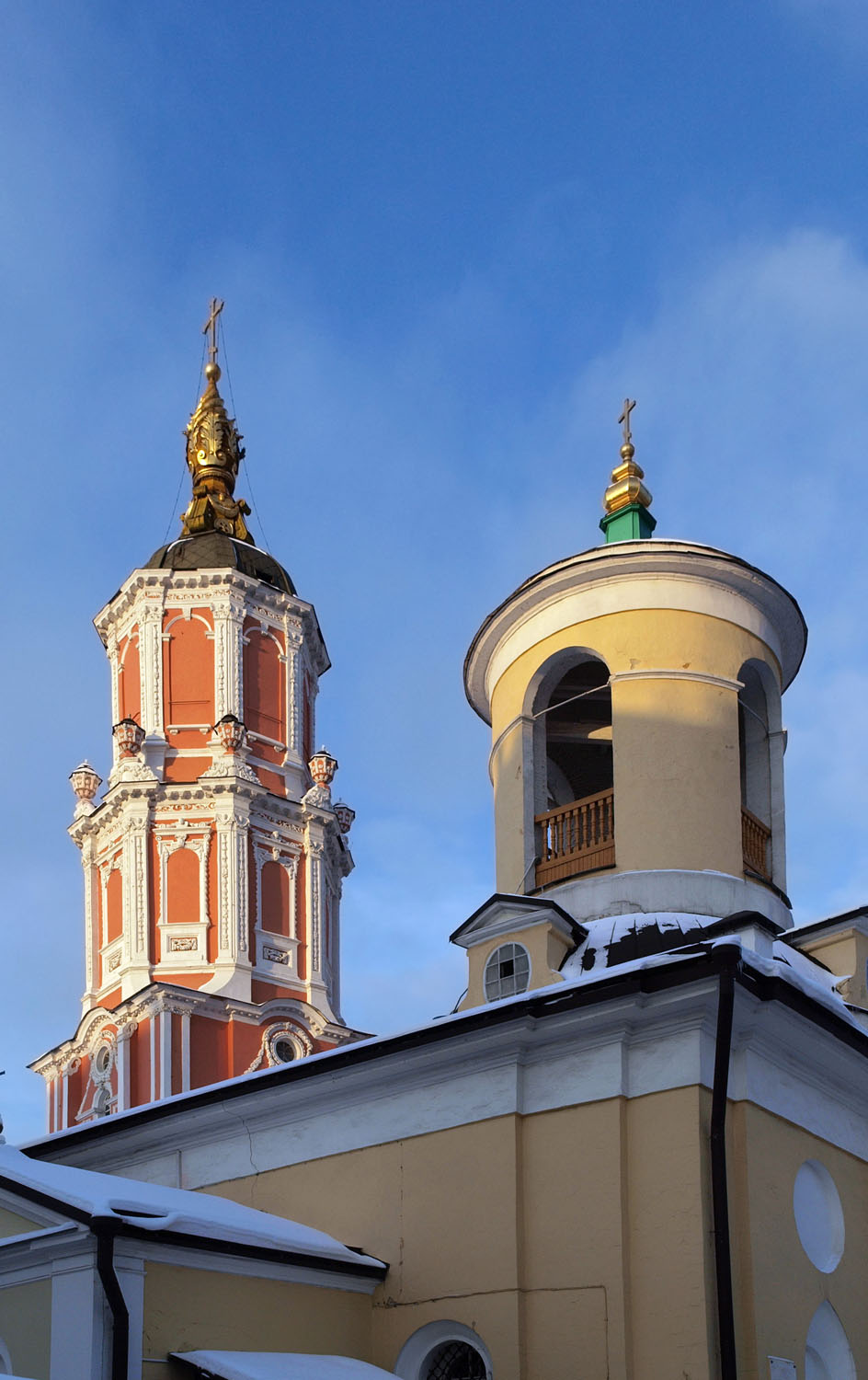
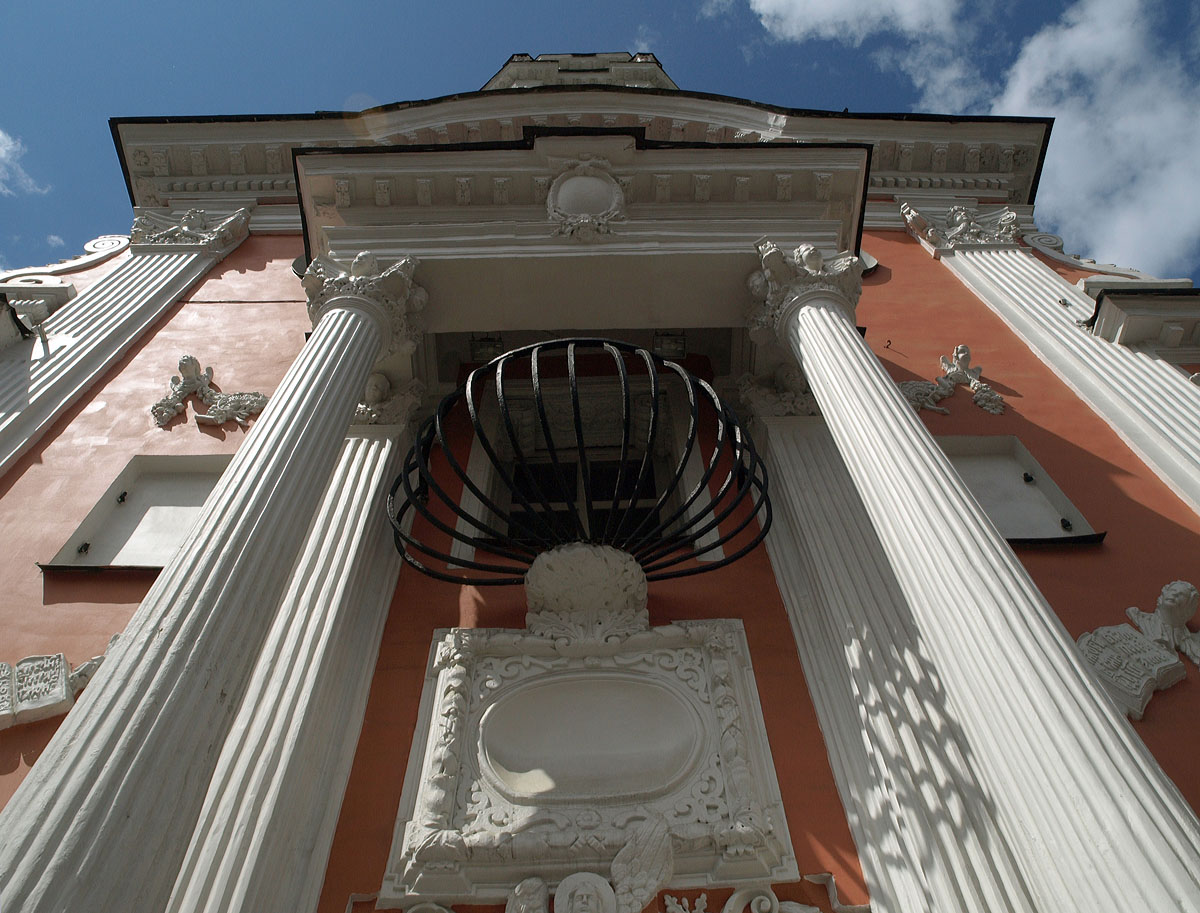
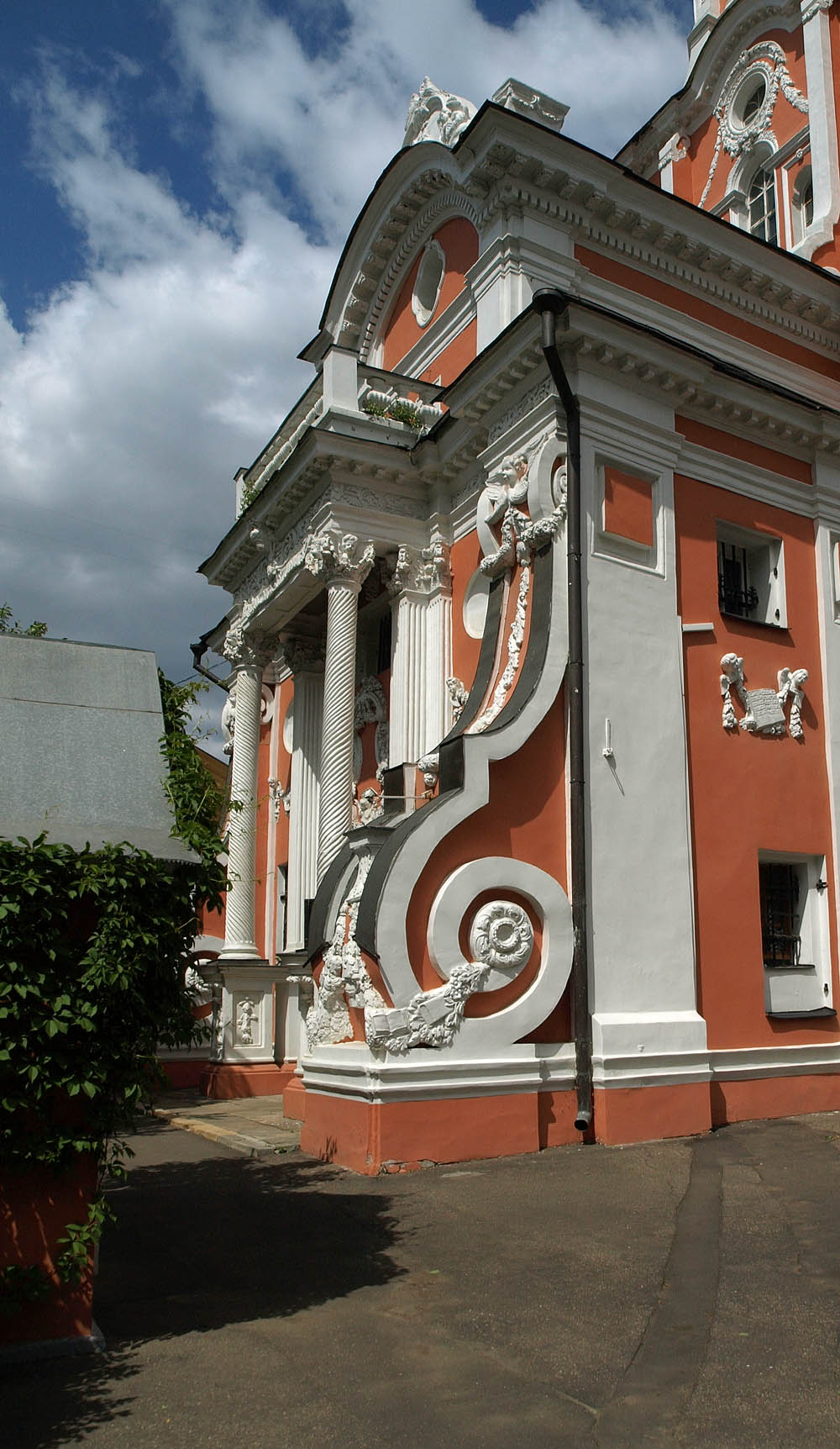
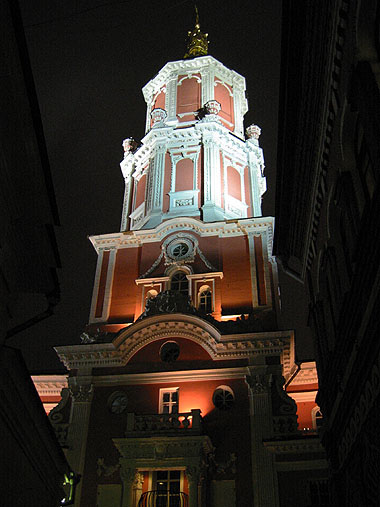